# Фулерити
Фулерити — молекулярні кристали, продукти об'ємної полімеризації сферичних вуглецевих молекул фулеренів C60 і C70 при тиску понад 90 тисяч атмосфер і температурі понад 300 °C. Отриманий матеріал повністю зберігає жорстку структуру фулеренів, які при полімеризації з'єднуються між собою міцними алмазоподібними зв'язками. Це призводить до появи просторових каркасів, що мають аномально високу жорсткість і твердість.
Вперше твердий фулерит спостерігали В. Кретчмер і Д. Хаффман в травні 1990 року в одній з лабораторій Інституту ядерної фізики в м. Гайдельберг (Німеччина). Фулерит є третьою формою чистого вуглецю, що принципово відрізняється як від алмазу, так і від графіту.
Є відомості щодо можливості утворення фулеритів у природних умовах (фулерити додано у класифікацію мінералів, до класу самородних елементів групи вуглецю,).

## Структура фулериту

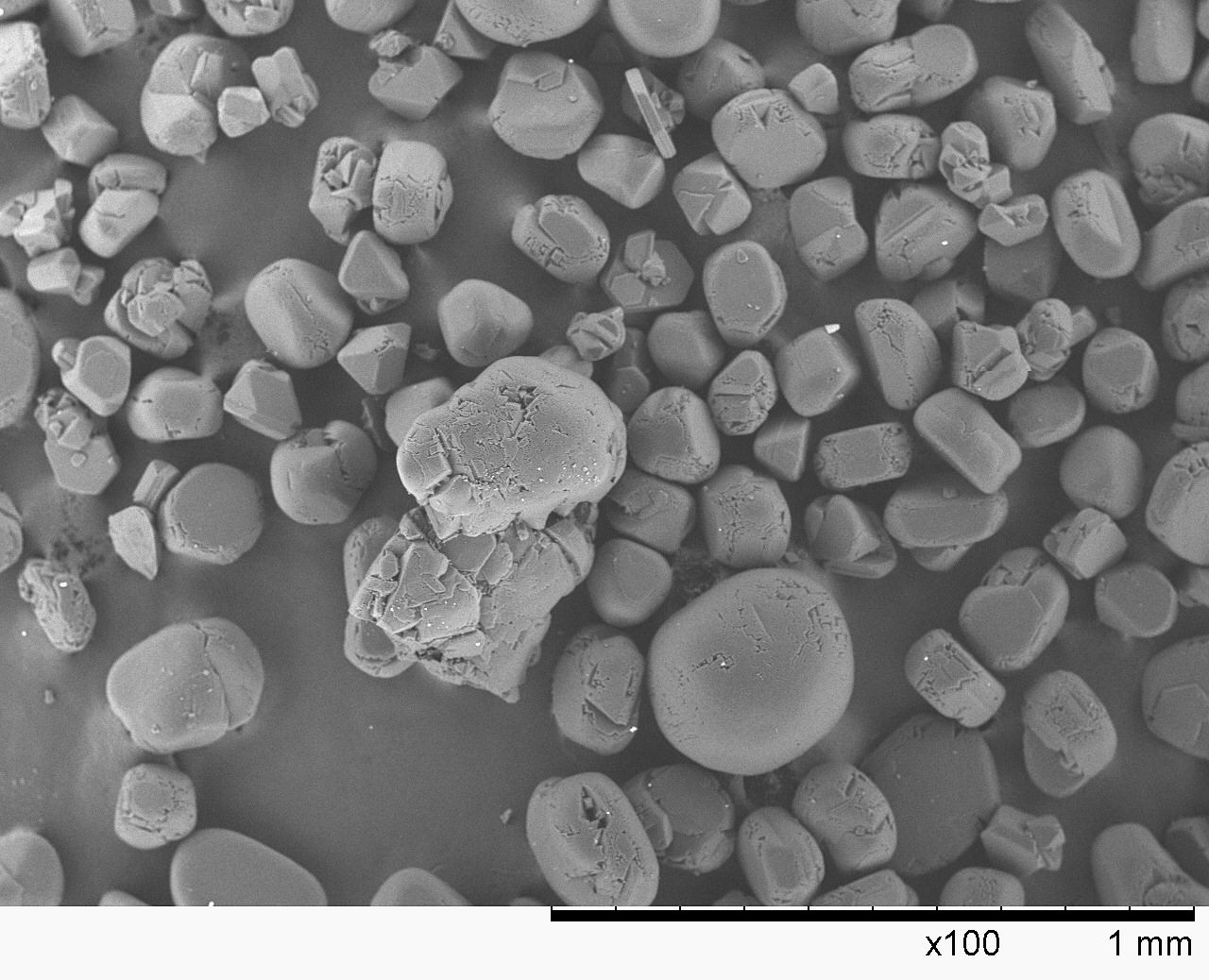
Крупнокристалічний порошок фулериту C_{60} в растровому електронному мікроскопі

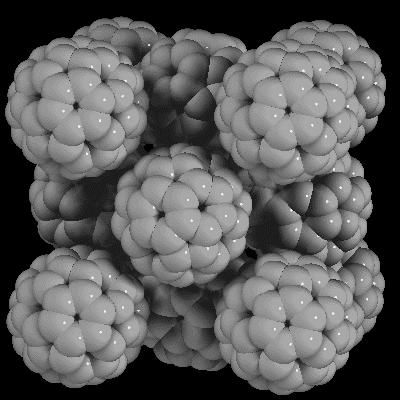
Структура фулериту

Фулерит має високий ступінь кристалічного порядку. Молекули C60 при кімнатній температурі конденсуються в структуру з щільною упаковкою, де кожна молекула має 12 найближчих сусідів. Існують дві щільноупаковані структури — гранецентрована кубічна (ГЦК) і гексагональна ґратка. У кристалічному фулериті молекули фулеренів утворюють ГЦК-ґратку. Оскільки 60-атомна молекула має діаметр 0,71 нм, розміри елементарної комірки ГЦК-ґратки вельми значні: кожна сторона кубу дорівнює 1,42 нм, а відстань між найближчими сусідами становить близько 1 нм. У кристалах, що складаються з атомів і мають ГЦК-ґратку, сторона кубу зазвичай не перевищує 0,4 нм, а відстань між найближчими сусідами — 0,3 нм.
Методом ЯМР доведено, що молекули C60, займаючи певні місця в гранецентрованих ґратках, при кімнатній температурі постійно обертаються навколо положення рівноваги з частотою 10 ТГц. Таке обертання є значною перешкодою, коли потрібно визначити положення атомів вуглецю в самій молекулі C60. Але, в міру пониження температури обертання молекул сповільнюється і при дуже низькій температурі повністю припиняється.
При зниженні температури до 249 К фулерит здійснює фазове перетворення першого роду, при якому ГЦК-ґратки перебудовуються в прості кубічні. При цьому об'єм фулериту збільшується на 1 %.

## Властивості фулеритів
Твердість фулеритів порівняна з твердістю алмазу: 6-16 тисяч кгс/мм², а у фулеритів ультратвердої модифікації значно вище за неї: 16-30 тисяч кгс/мм². Модуль всебічного стиску фулеритів доходить до 1300 ГПа, істотно перевищуючи цю характеристику алмазу (445 ГПа). Одночасно було виявлено, що швидкість подовжніх акустичних хвиль у фулеритів надзвичайно висока: 19,5-22,3 км/с при відносно невеликій швидкості поперечних хвиль — 7-8,5 км/с (ці значення зазвичай розрізняються не більше ніж удвічі).
Кристал фулериту має густину 1,7…2 г/см³, що значно менше від густини графіту (2,3 г/см³) і тим більше алмазу (3,5 г/см³).
Фулерит не відрізняється високою хімічною активністю. Молекула C60 зберігає стабільність в інертній атмосфері аргону до температур близько 1200 К. Однак у присутності кисню вже при 500 К спостерігається значне окислення з утворенням CO і CO2.
Фулерити достатньо легко розчиняються в неполярних розчинниках. Найвідоміші розчинники утворюють наступний ряд у порядку зменшення розчинності фулеритів: сірковуглець (CS2), толуол (C7H8), бензол (C6H6), тетрахлорметан (CCl4), декан (C10H22), гексан (C6H14), пентан (C5H12).
Твердий фулерит є напівпровідником з шириною забороненої зони 1,5 еВ.